# Erick Vallecillo
Érick Cecilio Vallecillo Paguada (né le 29 janvier 1980 à Sonaguera au Honduras) est un footballeur international hondurien, qui évolue au poste de défenseur.
Son frère, Orlin, est également footballeur.

## Biographie

### Carrière en sélection
Avec l'équipe du Honduras, il joue 34 matchs (pour aucun but inscrit) entre 2003 et 2007. Il figure notamment dans le groupe des sélectionnés lors des Gold Cup de 2003, de 2005 et de 2007.
Il joue également la Coupe du monde des moins de 20 ans 1991 qui se déroule au Nigeria